# Australiska öppna 2018
Australiska öppna 2018 (engelska: 2018 Australian Open) var 2018 års första Grand Slam-turnering i tennis. Turneringen spelades i Melbourne i Australien mellan den 15 och 28 januari 2018. Detta var den 106:e upplagan av tävlingen. Turneringen var öppen för professionella spelare i singel, dubbel och mixed dubbel samt för juniorer och rullstolsburna spelare i singel och dubbel.  

## Herrsingel
I herrarnas singelturnering var Rafael Nadal toppseedad följt av Roger Federer och Grigor Dimitrov. I finalen vann Roger Federer mot Marin Čilić med 3–2 i set. Det innebar att Federer vann sin 20:e Grand Slam-titel, flest i historien.

## Damsingel
I damernas singelturnering var Simona Halep toppseedad följt av Caroline Wozniacki och Garbiñe Muguruza. I finalen vann Caroline Wozniacki mot Simona Halep med 2–1 i set.

## Herrdubbel
I herrarnas dubbelturnering var Łukasz Kubot och Marcelo Melo toppseedade. I finalen vann Oliver Marach och Mate Pavić mot Juan Sebastián Cabal och Robert Farah med 2–0 i set.

## Damdubbel
I damernas dubbelturnering var Latisha Chan och Andrea Sestini Hlaváčková toppseedade. I finalen vann Tímea Babos och Kristina Mladenovic mot Jekaterina Makarova och Jelena Vesnina med 2–0 i set.